# طية دهليزية

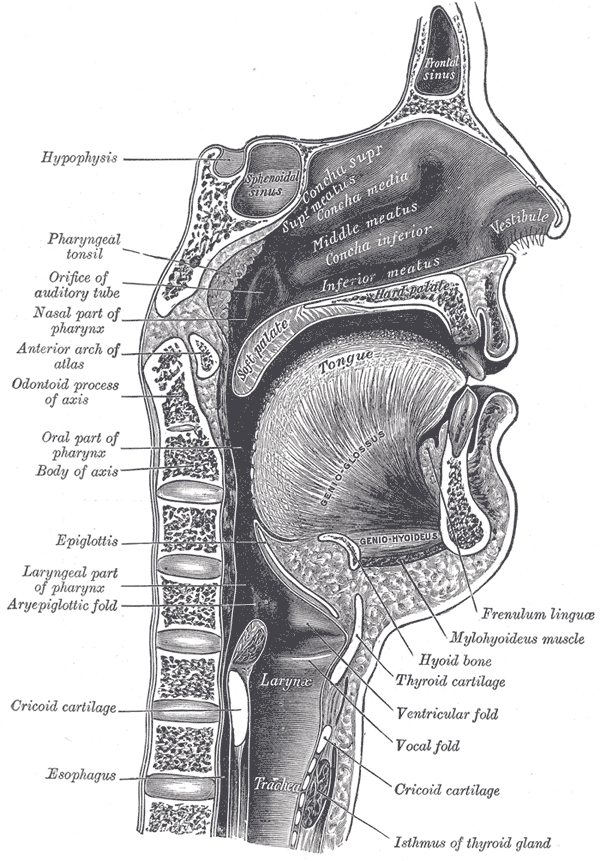
"الطيَّة الدهليزية" تظهر في الرسم تحت اسم (Ventricular fold).

الطية الدهليزية (بالإنجليزية: vestibular fold)‏، وتُسمَّى أيضاً الثنية الدهليزية (باللاتينية: plica vestibularis) أو الطية البطينية (بالإنجليزية: ventricular fold)‏ أو الحبل الصوتي العلوي (بالإنجليزية: superior vocal cord)‏ أو الحبل الصوتي الزائف (بالإنجليزية: false vocal cord)‏. هي أحد طيّتين سميكتين من الأغشية المخاطية، يحيط كل منهما برباط ضيق من الأنسجة الليفية اسمه: الرباط الدهليزي (بالإنجليزية: vestibular ligament)‏ الذي يتعلق أمام زاوية الغضروف الدرقي، أسفل مُرْتَكَز لسان المزمار مباشرة، وخلف السطح الأمامي-الجانبي للغضروف الهرمي، على مسافة قصيرة أعلى الناتئ الصوتي.
الحافة السفلية للرباط الدهليزي الموجود بداخل الغشاء المخاطي، تشكَّل حافة حرة (غير مرتبطة) هِلالِيّة الشكل هي الحافة العلوية لبطين الحنجرة.
الطيّات الدهليزية مُبطنة بنسيج طلائي تنفسي، بينما الحبال الصوتية الحقيقية لها طبقات من النسيج الطلائي.

## وظائفها
تقوم الطيّات الدهليزية للحنجرة بدور هام في الحفاظ على وظائف الحنجرة بالنسبة لعملية التنفس ومنع الطعام والشراب من دخول المجرى الهوائي أثناء البلع.
تساعد الطيّات الدهليزية للحنجرة على التخاطب (الكلام) عن طريق كتم بحة الصوت.
في بعض أنواع الغناء العرقي وأساليب الترتيل والترنم، مثل التبت ومنغوليا، يمكن استخدام الطيات الدهليزية في التذبذب المشترك مع الطيات الصوتية (الأحبال الصوتية) لإنتاج أنغام منخفضة للغاية.
وعلى العكس من ذلك، فإن الأشخاص الذين أزالوا لسان المزمار جراحياً بسبب مرض السرطان لا يحدث لهم اختناق أو شَرَقة (انسداد ميكانيكي في مجرى التنفس) أكثر عن ذي قبل.

## المجتمع والثقافة
للطيّات الدهليزية دور صغير في الصوت الطبيعي، ولكن غالبا ما تستخدم لإنتاج نغمات رنانة عميقة في الترانيم التبتية  وغناء «توفان» الحنجري المنغولي،  وكذلك في الصراخ الموسيقي ونمط غناء النواح المستخدم في أشكال مختلفة من موسيقى الميتال.

### الإشمام
الإشمام (بالإنجليزية: Diplophonia)‏ هو «تضاعف الصوت»، ويحدث ذلك عند استخدام الطيّات الدهليزية والأحبال الصوتية في وقت واحد لإصدار الصوت. بعض المؤدين في مجال الصوت يوظفون أحيانًا مقادير صغيرة من هذا الصوت بسبب طبع الدَنْدَنَة والغموض فيه أثناء أدائهم لصوت «لئيم» أو «عُدْوانِيّ».

## روابط خارجية
- درسٌ تشريحي حول lesson11 مُعدٌ بواسطة ويسلي نورمان (جامعة جورجتاون).
- انظر الصور التالية: (larynxsagsect-larynxmembranes)
- صور تشريحيَّة: respiratory/airways/larynx1/larynx4 - علم الأعضاء المقارن في جامعة كاليفورنيا، ديفيس